# Bert Frederick Williams
Bert Frederick Williams MBE (Bradley, Staffordshire, Anglaterra, 31 de gener de 1920 – Wolverhampton, West Midlands, Anglaterra, 19 de gener de 2014) va ser un jugador de futbol anglès. Va ser porter internacional de la selecció anglesa i va jugar, majoritàriament, amb el Wolverhampton Wanderers FC, equip on va guanyar la FA Cup i la Football League First Division. Al moment de la seua mort era el jugador internacional anglès més vell. El 2010 va rebre l'Orde de l'Imperi Britànic.

## Inicis
Williams va començar a jugar al futbol quan era membre de la 19th Wolverhampton Company of The Boys' Brigade (Bradley Methodist Church). Després, va tenir l'oportunitat de jugar amb l'equip reserva del Walsall malgrat que jugava amb el Thompson's FC, l'equip oficial de l'empresa local on treballava. Es va convertir en professional l'abril de 1937.
L'inici de la Segona Guerra Mundial va aturar la seua progressió, després de dos temporades jugant, ja que va entrar a formar part de la RAF on també va actuar com a instructor d'entrenament físic. Va tenir temps, entre les seues tasques, per presentar-se com a invitat en els partits amistosos entre el Nottingham Forest i el Chelsea FC.

## Wolvesi Anglaterra
Després de la guerra, Williams va continuar la seua carrera fitxant pel Wolverhampton Wandereres el setembre de 1945 per £3,500. Immediatament, va passar a ser el porter titular de l'equip del Molineux Stadium, va debutar el 31 d'agost de 1946, quan va tornar a començar a la Lliga. Va ser en la victòria per 6–1 contra l'Arsenal FC. Un partit en què també va debutar Johnny Hancocks.
Va guanyar el seu primer títol el 1949, quan va aixecar la FA Cup després de guanyar al Leicester City. Després d'això, va ser convocat per primera vegada amb la selecció anglesa, va debutar el 22 de maig de 1949 en un partit amistós contra la selecció francesa. Es va mantenir com a porter titular de la selecció fins al Mundial de 1950. En aquell campionat la selecció anglesa va perdre contra la selecció americana, en un partit en què els americans només van xutar un cop a porteria. Aquell partit va quedar sempre en el record de Bert Williams. Posteriorment, el 1953 va aconseguir el títol de Lliga amb els Wolves. Va jugar 420 partits amb el Wolverhampton abans de retirar-se.

## Palmarès
- FA Cup: 1949
- Football League First Division: 1953–54.